# Maison de Neobaltia
La maison de Neobaltia (en estonien : Neobaltia hoone) est un édifice à Tartu en Estonie. 

## Présentation
La corporation étudiante germano-balte Neobaltia (et), a commandé le bâtiment pour l'utiliser comme lieu de réunion.
La conception du bâtiment est basée sur l'architecture des villas allemandes du début du XXe siècle. 
La décoration en treillis qui orne les murs en plâtre est caractéristique du style néo-germanique. 
Le socle est en pierre meulée.
Conçu par l'architecte Rudolf von Engelhardt, le bâtiment a été achevé entre 1902 et 1904.  
Les travaux de construction ont été dirigés par Wilhelm Sternfeldt, le constructeur bien connu de Tartu à l'époque, l'auteur de la conception du jardin était le frère de l'architecte Walter von Engelhardt.
Sur la façade principale de la maison, il y a un portail principal avec un auvent reposant sur des colonnes en bois, auquel on accède par un grand escalier. La porte d'entrée et les nombreuses fenêtres du bâtiment, décorées de riches ornements de gravures sur bois, sont des arcs en plein cintre de style Art Nouveau.
La solution architecturale est résolument asymétrique. 
Le haut toit à demi-pente du bâtiment est divisé en plusieurs plans et le bâtiment se caractérise par des bords de toit incurvés vers le haut. Dans l'angle nord-ouest de la maison se trouve une, des fenêtres cintrées et une corniche reposant sur un encorbellement.
L'entrée principale s'ouvre sur un vestibule spacieux, qui menait aux salles de réunion.
L'espace central du bâtiment est un hall spacieux avec une grande fenêtre en arc s'étendant sur deux étages.
À côté se trouvaient une salle à manger séparée par un mur coulissant, un buffet et une petite salle avec cheminée.
La bibliothèque et une chambre étaient situées au deuxième étage, tandis qu'une petite salle avec vue sur Toomemägi était située dans la tour.
Après la Seconde Guerre mondiale, la distribution intérieure de l'édifice a été modifiée.
L'institut culturel allemand de Tartu (et) de Tartu est l'occupant actuel du bâtiment. 
Le bâtiment est considéré comme un monument culturel.